# Amphitheatre
Amphitheatre is een plaats in de Australische deelstaat Victoria en telt 291 inwoners (2006).